# Acrorrhinium
Acrorrhinium is een geslacht van wantsen uit de familie van de Miridae (Blindwantsen). Het geslacht werd voor het eerst wetenschappelijk beschreven door Noualhier in 1895.

## Soorten
Het genus bevat de volgende soorten:

- Acrorrhinium acutum Odhiambo, 1960
- Acrorrhinium amblyangulum X. Zhang & G.Q. Liu, 2010
- Acrorrhinium atricorne Linnavuori, 2006
- Acrorrhinium bismarkensis Schuh, 1984
- Acrorrhinium brincki Carvalho, Dutra & Becker, 1960
- Acrorrhinium capensis Schuh, 1974
- Acrorrhinium conspersum Noualhier, 1895
- Acrorrhinium conspersus Noualhier, 1895
- Acrorrhinium dolichantennatum X. Zhang & G.Q. Liu, 2010
- Acrorrhinium drakensbergensis Schuh, 1974
- Acrorrhinium elegans Linnavuori & Al-Safadi, 1993
- Acrorrhinium formicarium (Poppius, 1914)
- Acrorrhinium gracile Linnavuori, 2004
- Acrorrhinium hebes Odhiambo, 1960
- Acrorrhinium hongkong Schuh, 1984
- Acrorrhinium incrassata Schuh, 1974
- Acrorrhinium inexpectatum (Josifov, 1978)
- Acrorrhinium kranion Yasunaga, Yamada & Artchawakom, 2013
- Acrorrhinium lancialium Yasunaga, Yamada & Artchawakom, 2013
- Acrorrhinium laos Duwal, Yasunaga & Lee, 2017
- Acrorrhinium lupa (DeLattre, 1950)
- Acrorrhinium minutissimum Linnavuori & Al-Safadi, 1993
- Acrorrhinium minutissimus Linnavuori & Al-Safadi, 1993
- Acrorrhinium monoceros (Distant, 1904)
- Acrorrhinium monticola Schuh, 1974
- Acrorrhinium muntingi Schuh, 1974
- Acrorrhinium nilgiriensis (Distant, 1909)
- Acrorrhinium oecophylloides (Poppius, 1913)
- Acrorrhinium oudtshoornensis Schuh, 1974
- Acrorrhinium pauliani Carvalho, 1953
- Acrorrhinium pusae (Ballard, 1927)
- Acrorrhinium rhinoceros (Distant, 1909)
- Acrorrhinium rufimaculatum Liu & Liu, 2013
- Acrorrhinium spicatus (Distant, 1904)
- Acrorrhinium tritonion Yasunaga, Yamada & Artchawakom, 2013